# Ugo Vittore Bartolini

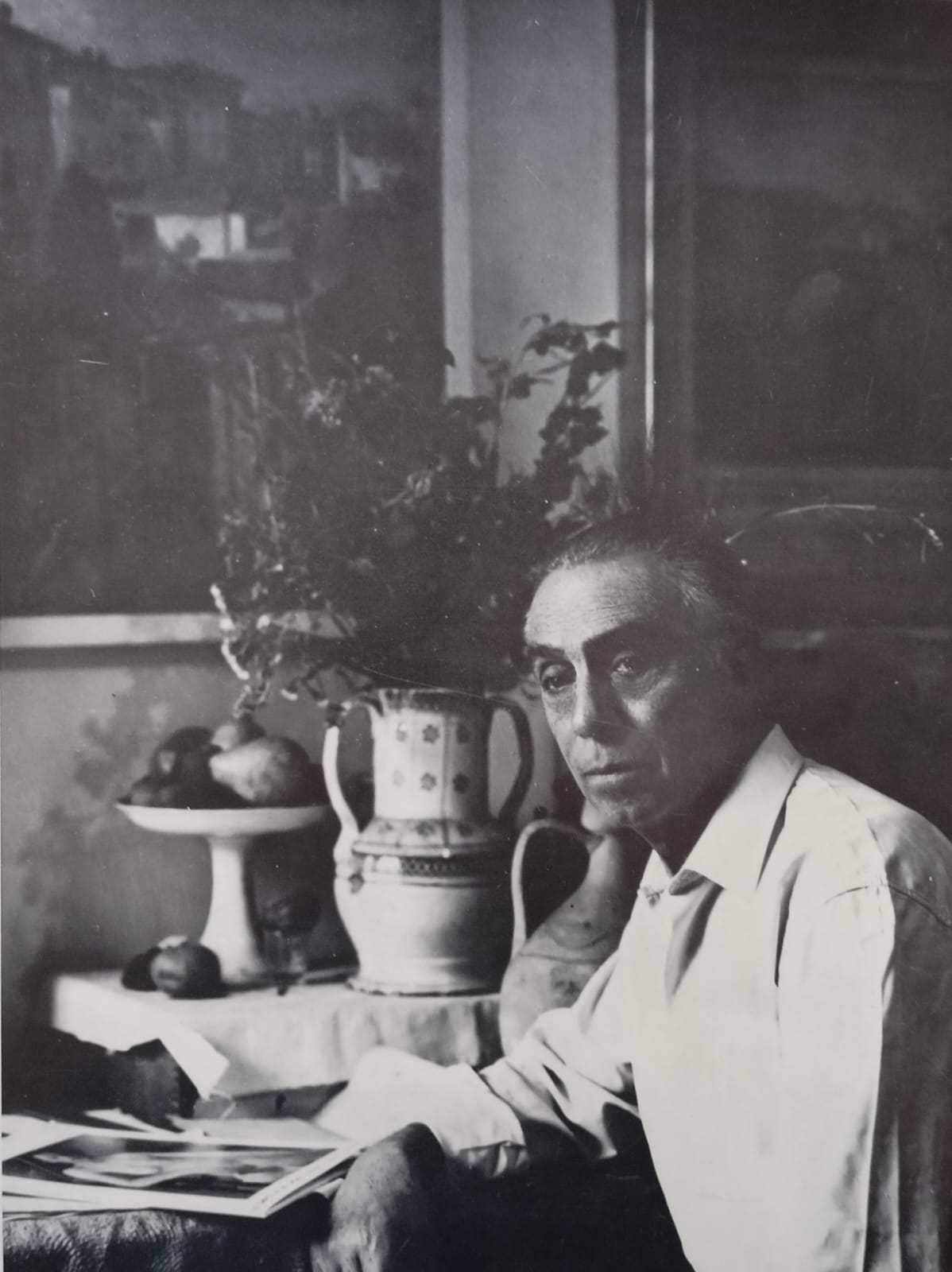

Ugo Vittore Bartolini (Firenze, 1906 – Milano, 11 febbraio 1975) è stato un pittore italiano.

## Biografia
Figlio di un artigiano, Bartolini si dedicò presto alla pittura. 
Si formò nella città natale, dapprima alla Scuola di Arti Decorative di Santa Croce e in seguito all'Istituto d'Arte, dove fu allievo di Aldo Carpi e Libero Andreotti. 
A partire dagli anni Trenta si affermò come pittore di paesaggi, frequenti in questo periodo sono i primi soggiorni in Liguria, che proseguiranno fino alla metà degli anni ’50, spesso al seguito di Carpi. 
La frequentazione della Riviera ligure, essenzialmente a Camogli e Tellaro, è testimoniata da pregevoli opere di carattere postimpressionista con occhieggiamenti a Novecento e al Chiarismo. A partire dal dopoguerra si avverte nell’opera di Bartolini un cambio di registro privilegiando, oltre al consueto paesaggio, i soggetti sacri. 
Nel maggio del 1932 partecipò con altri quattro artisti, Dino Bausi, Ugo Capocchini, Ermanno Toschi e Oreste Zuccoli, alla mostra organizzata a Livorno presso la galleria La Bottega d'Arte.
Nella sua carriera molte furono le mostre e i premi, tra cui la medaglia d'oro nel 1932 al Concorso Nazionale di Pittura di Firenze. 
Alla I sindacale Nazionale di Firenze la locale Galleria d'Arte Moderna acquistò un suo dipinto, un Ritratto virile.
Nel 1934 si trasferì a Milano, avendo ottenuto la cattedra di figura disegnata al Liceo Artistico dell'Accademia di Brera, città, nella quale visse per tutta la vita. 
Nello stesso anno gli fu assegnato a Firenze il Premio di Pittura Ussi.
Partecipò alla XX, XXI e XXIII Biennale di Venezia. 
Al febbraio 1938 risale la mostra personale alla Galleria Gian Ferrari di Milano nella quale venivano presentate cinquantacinque opere, sia oli che disegni.
Nel 1939 partecipa al Premio Bergamo e alle successive edizioni. 
Nel 1947 prende parte alla Quadriennale di Roma.  L'opera "il presepe" è acquistata dalla Galleria d'Arte Moderna di Milano durante la Mostra d'Arte Sacra dell'Angelicum nel 1954. Nel 1958 riceve una Medaglia d'oro al I Premio Famiglia Artistica. 
Medaglia d'oro della Società delle Belle Arti di Firenze; medaglia d'oro del Podestà e acquisti per la Pinacoteca di Bologna; medaglia d'oro premio Castellamare di Stabia; premio acquisto dal Sindacato Nazionale Quadriennale di Roma; medaglia d'oro alla Internazionale di Parigi. Segnalato dalla commissione della Biennale di Venezia per il concorso del ritratto; premio acquisto paesaggio varesino; Medaglia d'oro del Presidente della Repubblica.
Alla mostra organizzata presso la Galleria Gavioli nel 1944 la Galleria d'Arte Moderna di Milano aveva acquistato l'olio Panorama di Pirano. 
Nel gennaio 1953 Bartolini espose a Firenze al Circolo degli Artisti La Casa di Dante trenta oli, tra i quali numerosi paesaggi liguri e alcune nature morte. 
I premio Patriottica nel 1960. I premio Arturo Tosi a Busto Arsizio nel 1966.
Nel 1964 gli fu dedicata una sala personale alla Permanente di Milano in occasione della Mostra dei "24 artisti contemporanei".
Mostra del ciclo "La tavola del vivere,del convivere" - artisti del '900 - Palazzo Bovara - Confcommercio Milano, marzo 2015.
È presente nella collezione "Ca' Granda Ospedale Milano". Sue importanti opere sono conservate alla Galleria d'arte modena di Milano e nelle collezioni d'arte della Fondazione Cariplo.

## Galleria di opere

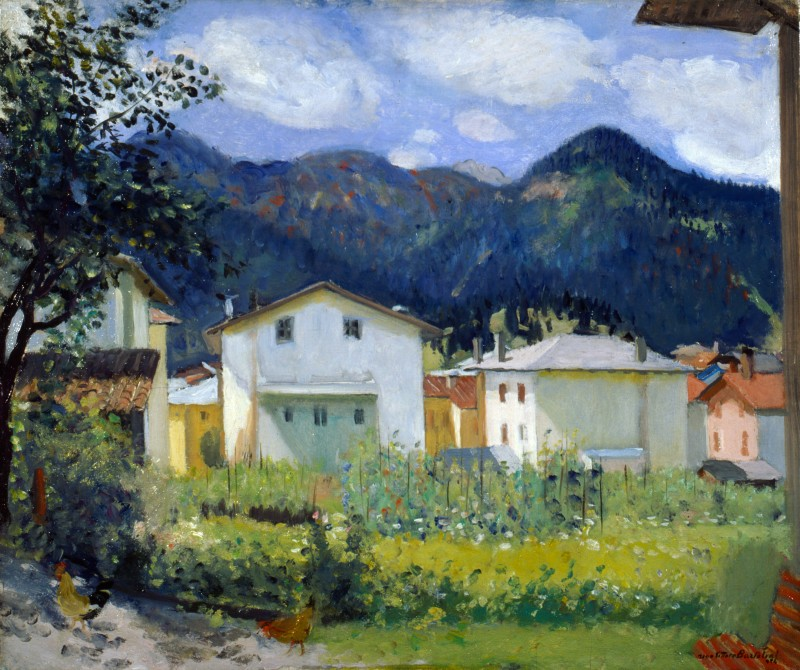
Case di Auronzo, 1954, Milano, Collezioni d'arte della Fondazione Cariplo
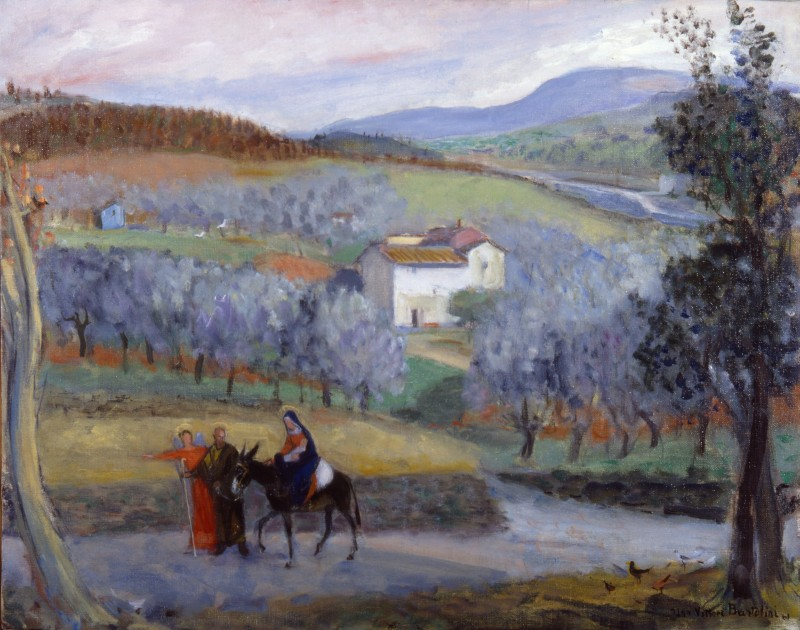
La fuga in Egitto, 1961, Milano, Collezioni d'arte della Fondazione Cariplo
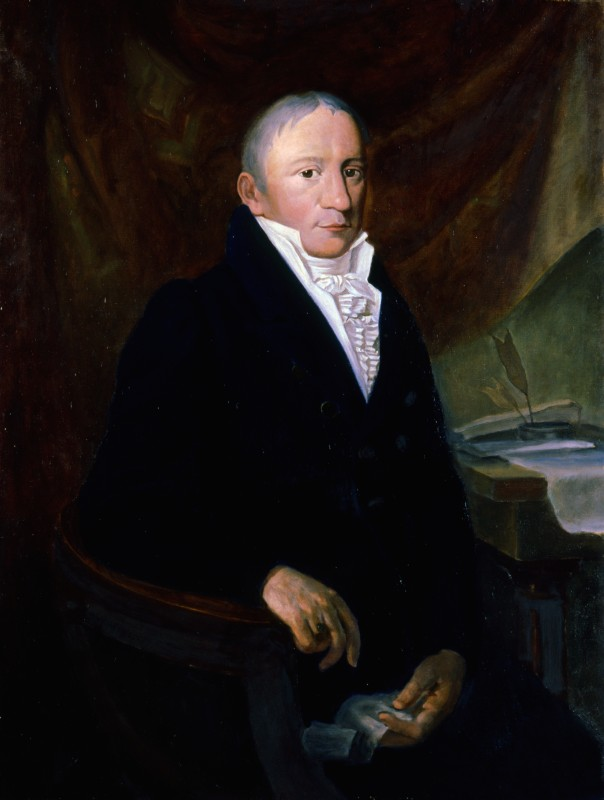
Ritratto del conte Diego Guicciardi, 1970, Milano, Collezioni d'arte della Fondazione Cariplo